# Banda Zeta
La Banda Zeta es una agrupación mexicana de technobanda originaria de la ciudad de Tepic, Nayarit, México fundada en el año 1993, cuyo éxito se ha extendido en estos últimos años, y quizás el apogeo de su fama se debió más que nada al tema La Niña Fresa, canción del estilo quebradita que estuvo en los primeros lugares de popularidad a mediados de la década los años 90's en México.
Otro de sus grandes temas fue una versión Hotel California, que fuera grabada por el grupo Eagles años atrás.

## Éxitos
Entre sus temas están:
- Zapatos viejos
- La niña fresa
- Presumidas S.A.
- Aerobics de señoritas
- Rock nativo
- El cariño que perdí
- El hombre raro
- El lamento del cornudo
- La buenotota
- Borracho y loco

Además en 2006 grabaron un tema para el mundial de Alemania.

## Curiosidad
En 1998 y 1999, el vocalista César Donaciano, no participó en la grabación de los discos.
Regreso en el año 2000 y finalmente salió en 2006, aunque poco tiempo después regreso definitivamente.

## Discografía
1993 Sorprendente 

1994 La nostalgia del bolero 

1994 Jacarandosa 

1995 Presumidas S.A. 

1996 Rock nativo 

1997 Gritalo 

1998 Como un trueno 

1999 Rompeme, matame 

2000 Ni tan Chico, ni tan Che 

2000 La chispa 

2003 Borracho y loco 

2006 Mi regreso es por ti 

2007 Como un tatuaje